# Pankelow
Koordinaten: 54° 1′ N, 12° 15′ O
Pankelow ist ein Ortsteil der Gemeinde Dummerstorf in Mecklenburg-Vorpommern (Deutschland).

## Geschichte
Die Geschichte Pankelows reicht bis in das 14. Jahrhundert zurück. Als Rittergut wurde es 1328 einem Vicko Smeker verliehen und stand seit etwa 1350 im Besitz der Familie von Stoislaff. Mit Urkunde vom 17. Oktober 1366 stifteten die Besitzer neun Morgen Land im Dorf Pankelow der Vikarie der Kirche zu Petschow. In der Folge wurde Pankelow zum Kirchspiel Petschow zugehörig.
Im Zuge der Rostocker Domfehde am 7. August 1487 war das Areal um das Gut herum Schauplatz einer Schlacht zwischen Rostocker Bürgern und Truppen des Herzogs Magnus II. von Mecklenburg. Auf herzoglicher Seite führte Marschall Wedege Maltzahn aus dem Adelsgeschlecht Maltzahn das Banner. Die 3.000 Mann starke Rostocker Armee fügte den herzoglichen Truppen eine Niederlage zu. Nach mehrfachem Besitzer- und Pächterwechsel gelangte Pankelow 1739 in den Besitz des in Dummerstorf ansässigen Rittmeisters Claus Joachim von Preen, der das Gut 1770 seinem Sohn Joachim Dietrich vererbte. Dieser verkaufte Pankelow im Jahr 1780 an die Familie von der Lühe. Nach kurzem Besitz durch die Familie Bassewitz 1797 bis 1799 erwarb die Familie Schack Pankelow und hielt es bis 1830. Nach zahlreichen Besitzerwechseln übernahm 1864 die Familie von Engel das Gut – u. a. Karl von Engel (1837–1905), Jagdjunker und Bruder des Adolf von Engel – die es 1912 verkaufte. Ab 1937 gehörte Pankelow zum Dorf Schlage. Nach dem Zweiten Weltkrieg entstanden in Pankelow ein Schweinemastbetrieb und eine Großschlachterei, die als Versuchs- und Produktionsanlagen Pankelow in Teilen dem Forschungsinstitut für die Biologie landwirtschaftlicher Nutztiere in Dummerstorf angegliedert war.
Das unter Denkmalschutz stehende Gutshaus wurde um 1800 errichtet. Zu dem eingeschossigen Bau mit Krüppelwalmdach gehört eine Parkanlage mit See. Das an der Neu-Brandenburger Chaussee, der heutigen Landesstraße 39, gelegene Gasthaus Pankelower Krug ist heute nicht mehr erhalten.

## Einwohnerentwicklung
Mitte des 19. Jahrhunderts hatte Pankelow rund 130 Einwohner, 1910 lebten 98 Menschen in dem Ort. Im Jahr 2009 hatte Pankelow 141 Einwohner.